# Wikipedia în germană
Wikipedia în germană este versiunea Wikipediei în limba germană. A fost începută în martie 2001. La 29 noiembrie 2012 avea  1.508.504 articole, 4.249.418 de pagini, 116.166.198 de editări, 266 administradori, 1.549.785 de utilizatori, dintre care 22.113 erau activi.

## Cronologie
12 mai 2001: 1 articol numit de:Polymerase-Kettenreaktion
24 ianuarie 2003: 10.000 articole
4 iulie 2003: 20.000 articole
8 februarie 2004: 50.000 articole
13 iunie 2004: 100.000 articole
15 februarie 2005: 200.000 articole
7 octombrie 2005: 300.000 articole
18 mai 2006: 400.000 articole
23 noiembrie 2006: 500.000 articole
18 iunie 2007: 600.000 articole
30 ianuarie 2008: 700.000 articole
6 septembrie 2008: 800.000 articole
27 decembrie 2009: 1.000.000 articole.

## Clasament
La 29 noiembrie 2012 se afla pe locul 2 (din 285 Wikipedii) în clasamentul făcut în funcție de numărul articolelor.
De asemenea se afla pe locul 6 în 2 noiembrie 2012 în unul dintre clasamentele făcute în funcție de calitatea Wikipediilor (în care se ia o mostră de 1.000 de articole foarte importante) . și pe locul 3 în alt clasament făcut în funcție de calitatea Wikipediilor (în care se ia o mostră de 100.000 de articole) cu o medie de 77 editări pe articol. 